# セク・コイタ
セク・コイタ（フランス語: Sékou Koïta、1999年11月28日 - ）は、マリのサッカー選手。マリ代表。ポジションはFW。

## クラブ歴
地元のUSCキタの下部組織出身。2018年1月にレッドブル・ザルツブルクに移籍、セカンドチームのFCリーフェリングで1年間プレーした。2019年1月にヴォルフスベルガーACに期限付き移籍し、同年夏にレッドブル・ザルツブルクに復帰した。
2024年7月8日、PFC CSKAモスクワに3年契約で移籍した。

## 代表歴
U-17代表として2015 FIFA U-17ワールドカップに参加し準優勝した。
A代表初出場は2016年1月19日に行われたアフリカネイションズチャンピオンシップ2016のウガンダ代表戦で、スターティングメンバーとして出場し初得点も記録した。

## タイトル
レッドブル・ザルツブルク
- ÖFBカップ : 2019-20, 2020-21, 2021-22,
- ブンデスリーガ : 2019-20, 2020-21,2021-22, 2022-23